# Leandro Emiliani
Leandro Luis Emeiliani Benítez (San Antero, 22 de marzo de 2000) es un beisbolista colombiano de ascendencia italiana que juega como primera base en la organización de Washington Nationals en las Ligas Menores de Béisbol de Clase Rookie (Rk).

## Carrera en Ligas Menores
El 18 de junio de 2018 hizo su debut en la Gulf East League en Ligas Menores con GCL Nationals donde disputó 43 juegos anotando 21 carreras, 37 hits, 12 dobles, 3 jonrones y 23 carreras impulsadas para un promedio de bateo de .245

## Copa Mundial Sub-23
En 2018 disputó seis juegos con la Selección de béisbol de Colombia, anotó 5 carreras, 3 hits, 1 doble, 1 jonrón e impulso 4 carreras.

## Logros
- Campeonato Panamericano de Béisbol Sub-10:
  -  Medalla de oro: 2010
  -  Medalla de bronce: 2009